# Dodge Stratus
El Dodge Stratus, junto con sus hermanos el Plymouth Breeze y el Chrysler Cirrus (conocidos colectivamente como "Los coches nube") fue un automóvil de tamaño mediano sedán de 4 puertas introducido en 1995. Se basaba en la plataforma JA de Chrysler, y figuró en la lista de Los Diez Mejores Automóviles de 1996 y 1997 de la revista Car and Driver. Recibió elogios de la crítica en su lanzamiento. La producción se detuvo en la planta de montaje de Sterling Heights a principios de 2006 cuando se habían construido 1.308.123 Stratus y Sebrings desde el año 2000. El Dodge Avenger sustituyó al Stratus a principios de 2007 para el año 2008.

## Primera generación
El Dodge Stratus, como la entrada intermedia de la plataforma JA (con el Cirrus como modelo de gama más alto y el Breeze como el más bajo), se introdujo en 1995 con dos modelos: el modelo base (más tarde llamado SE en el año 2000), que venía de serie con el motor 2.0 L de cuatro cilindros en línea y tenía el motor de 2.4 L DOHC como opcional, y el ES, que venía de serie con el motor 2.0 L de 1995-1997, y tuvo un DOHC de 2.4 L y 2.5 L V6 como opcional. En 1998, el 2.4 L era normal y el 2.5 L V6 era opcional en el modelo SE, y desde 1999-2000, el 2.5 L V6 fue el único motor en el modelo ES. 
Ingenieros Mexicanos de Chrysler tomaron como base el motor EDZ 2.4L DOHC y ensamblaron una versión turboalimentada (se modificaron algunos componentes para admitir un turbocargador). De igual manera, se realizó una nueva configuración en la ECU (computadora) para mejorar la eficiencia del motor con el incremento de cilindrada. Este motor fue montado en la versión R/T del Stratus y como opción en los Cirrus ambos del año 1996 hasta 2000. Llegaba a desarrollar 168 caballos a 2200 rpm. 
El Stratus sustituyó al Spirit y al Dynasty (en Estados Unidos solamente) con reseñas favorables, pero con menos ventas. Se compara a menudo con otros pequeños mediados, como el Chevrolet Malibu, y fue evaluado más espacioso que el Ford Contour por muchas revistas como Consumer Reports. Mientras que la plataforma K se había extendido a las principales ofertas de modelos medianos de Chrysler, se concibieron las plataformas LH y LX más grandes para sustituir a la dinastía del Dodge Monaco, el Stratus se concibió para competir con el Ford Taurus, el reconvertido Honda Accord y el Chevrolet Lumina.

## Segunda generación
En 2001, el Stratus se convirtió en el último de los sobrevivientes de los Coches Nube, siendo considerado uno de los coches medianos más seguros y fiables del momento, calificado en segundo lugar por la revista Car and Drive en su lista de los 10 mejores en 2001, con el Cirrus renombrado como el Sebring y el Breeze retirado de la producción. Después de suspender el Avenger, se decidió cambiar el nombre de su nuevo coupé, que pasaría a ser la tercera generación del Stratus sobre la plataforma Eclipse. Excepto el nombre, tanto en los modelos de dos como de cuatro puertas, ambas generaciones no tenían nada en común salvo algunas señales de diseño exterior para ayudar a comercializarlos como dos series del mismo vehículo. La versión Chrysler del nuevo cupé también tomó el nombre de Sebring, a pesar de ser también un vehículo completamente diferente al sedán Sebring. Esta generación del Dodge Stratus no se vendía en Canadá, siendo 1999 el año en el que se suspendió la venta del Dodge Stratus en Canadá.
Con la llegada de los Stratus y Cirrus de segunda generación la versión turbo fue refinada aún más, llegando a desarrollar hasta 215 caballos (del 2001 al 2003) y 225 caballos (del 2004 al 2006, estos últimos motores fueron denominados con las siglas H.O., que significa High Output). Estas versiones turboalimentadas quedaron como exclusivas para el mercado mexicano, y fueron la base de los modelos Srt-4.g
El Stratus y el Sebring sedán de la segunda generación utilizaron una versión rediseñada de la plataforma JA original de Chrysler, llamándose esta nueva plataforma JR. Los modelos cupé con los mismos nombres eran totalmente diferentes, puesto que sus motorizaciones se basaban en la del Mitsubishi Eclipse.